# DNAJC7
DNAJC7‏ (DnaJ heat shock protein family (Hsp40) member C7) هوَ بروتين يُشَفر بواسطة جين DNAJC7 في الإنسان.